# 朱煥
朱焕，泰安新泰人，南宋末年元朝初年将领。
他在南宋担任淮安州安抚使。与李庭芝共守扬州，李庭芝后来去了泰州，朱焕将扬州城献出，归降元朝。元朝任命他为淮东大都督。后来官至福建道宣慰使，在任上去世。其子朱霁。